# مسیر زندگی‌ات را به او بسپار

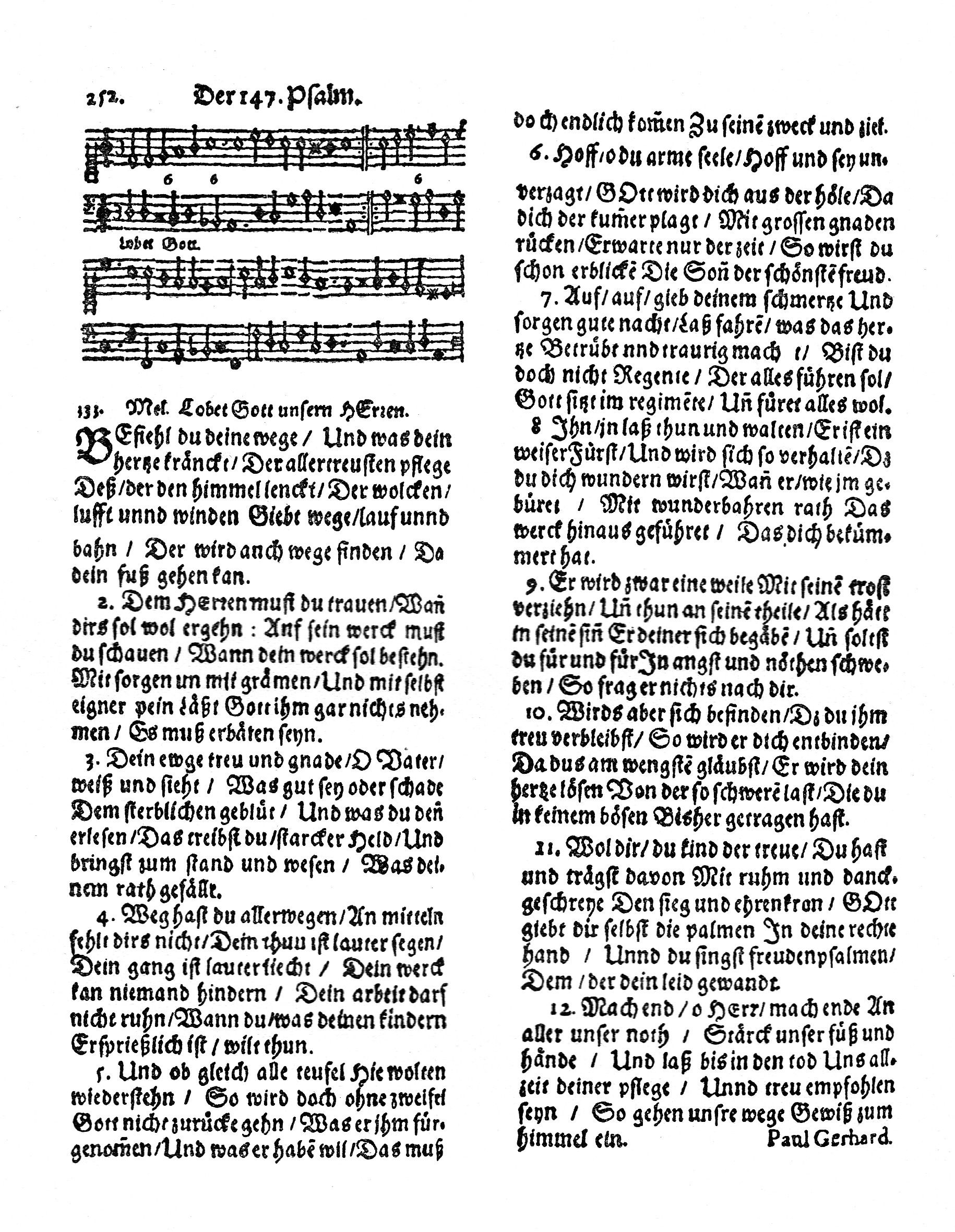
نمونه‌ای از چاپ اولیهٔ این شعر گرهارت (۱۶۷۶)

مسیر زندگی‌ات را به او بسپار (آلمانی: Befiehl du deine Wege) یک سرود روحانی لوتریان است که توسط پائول گرهارت سروده شد و در سال ۱۶۵۳ در کتابچهٔ «عمل به تقوا در ترانه‌ها» اثر یوهان کروگر منتشر شد. این سرود مذهبی یکی از مشهورترین آثار پائول گرهارت است. هانس لیو هاسلر بر روی این شعر ملودی و آهنگی در سال ۱۶۰۱ نوشت که یوهان سباستیان باخ از هر دو در اثر بزرگش انجیل به روایت متی استفاده کرد.